# Hans Liesche
Hans Liesche (Hamburg, 11 oktober 1891 - Berlijn, 30 maart 1979) was een Duitse hoogspringer. Hij nam eenmaal deel aan de Olympische Spelen en eiste bij die gelegenheid een zilveren medaille voor zich op.

## Biografie

### Talent ontdekt via turnen
Liesche werd, gestimuleerd door zijn sportminnende vader, al op zevenjarige leeftijd door zijn oudere broer, die goed was in turnen, meegenomen naar de turnhal van Eimsbütteler TV, een voetbalclub in een voorstad van Hamburg, die tevens een turnafdeling had. Daar, aan de vele aanwezige turntoestellen, kwam zijn aanleg voor het hoogspringen aan het licht. Toen dus in 1908 binnen de Eimsbütteler TV ook een atletiekafdeling werd opgericht, stapte Hans Liesche hiernaar over. Vervolgens nam hij deel aan de districtskampioenschappen, waar hij bij het hoogspringen bij alle drie zijn pogingen op het natte gras uitgleed en onder de hoogspringlat belandde, in plaats van eroverheen. Een jaar later was hij er opnieuw bij, op spikes ditmaal, en prompt werd hij districtskampioen met een sprong over 1,75 m.

### Duits kampioen
Daarna ging het snel. In 1911 was zijn grote voorbeeld en rivaal Robert Pasemann, lid van de Kieler TV, op de open Engelse kampioenschappen zowel op hoogspringen als polsstokhoogspringen kampioen geworden, maar bij de Duitse kampioenschappen werd Pasemann verslagen door Hans Liesche met een sensationele sprong over 1,80, terwijl Pasemann niet verder kwam dan 1,75. Een jaar later in Leipzig, bij de selectiewedstrijden voor de Olympische Spelen, was Pasemann er dan ook niet eens bij en won Liesche met gemak met een sprong over 1,83.

### Zilver op OS
Op de Olympische Spelen van 1912 in Stockholm was de Duitser nochtans zeker geen favoriet voor de zege bij het hoogspringen. Dat was George Horine, die kort daarvoor als eerste ter wereld de twee meter had bedwongen. Op 28 mei 1912 was de Amerikaan in het Californische Palo Alto over precies 2,00 gesprongen, nadat hij enkele maanden eerder op dezelfde plek al een sprong over 1,98 had laten noteren.
In Stockholm ging de strijd aanvankelijk gelijk op. Op 1,89 waren er nog drie atleten in de strijd, Horine, Leische en Alma Richards. Van hen stond Liesche er op dat moment het beste voor, want hij had als enige alle hoogtes in één keer gehaald. Op 1,91 sprong de Duitser voor het eerst af en overbrugde hij deze afstand pas in zijn tweede poging, een persoonlijk record. De zelfs in eigen land nauwelijks bekende Amerikaan Richards haalde de hoogte in zijn derde poging, terwijl Horine definitief afhaakte. De wereldrecordhouder kon niet uit de voeten met de slechte weersomstandigheden; de aanloop was doorweekt en bestrooid met turf. Richards echter steeg boven zichzelf uit en sprong daarna in zijn eerste poging en voor het eerst van zijn leven over 1,93, terwijl Liesche driemaal afsprong. Zo ging de gouden medaille naar Alma Richards, de zilveren naar Liesche en resteerde het brons voor wereldrecordhouder George Horine.

### Meer Duitse titels
Liesche, die in 1912 ook voor de tweede achtereenvolgende maal Duits kampioen was geworden, prolongeerde deze titel in 1913 en 1915. In 1914 waren de kampioenschappen vanwege het uitbreken van de Eerste Wereldoorlog afgelast. In 1918 eindigde hij nog als tweede en in 1919 als derde.
Hans Liesche woonde lang in zijn geboorteplaats Hamburg, maar verhuisde in zijn laatste levensjaren naar Berlijn.

## Titels
- Duits kampioen hoogspringen - 1911, 1912, 1913, 1915

## Persoonlijk record
| Onderdeel    | Prestatie | Jaar | Plaats       |
| ------------ | --------- | ---- | ------------ |
| hoogspringen | 1,96 m    | 1915 | Philadelphia |

## Palmares
- 1911:  Duitse kamp. - 1,80 m
- 1912:  Duitse kamp.
- 1912:  OS - 1,91 m
- 1913:  Duitse kamp.
- 1915:  Duitse kamp.
- 1918:  Duitse kamp.
- 1919:  Duitse kamp.